# 緬甸足球協會
緬甸足球協會是專門管轄緬甸足球事務的組織。該組織成立於1947年，並在1948年加入國際足協。此外，該組織還是亞洲足協和東南亞足球協會的成員。

## 外部連結
- www.the-mff.org （页面存档备份，存于） 官方網頁]
- 國際足協網頁 （页面存档备份，存于）
- 亞洲足協網頁